# 耳叶柯
耳叶柯（学名：Lithocarpus grandifolius）为壳斗科柯属的植物。分布于印度、老挝以及中国大陆的云南等地，生长于海拔600米至1,900米的地区，常生于山地常绿阔叶林中或较湿润地方，目前尚未由人工引种栽培。
耳叶柯为乔木，高10-15米，枝叶无毛。叶长15-40厘米，宽5-15厘米。

## 别名
粗穗石栎、粗穗柯

## 异名
- Lithocarpus elegana auct. non (Bl.) Soep.
- Lithocarpus grandifolius (D. Don) S. N. Biswas var. brevipetiolata (A. DC.) C. Y. Wu